# تلفات لهستان در جنگ جهانی دوم

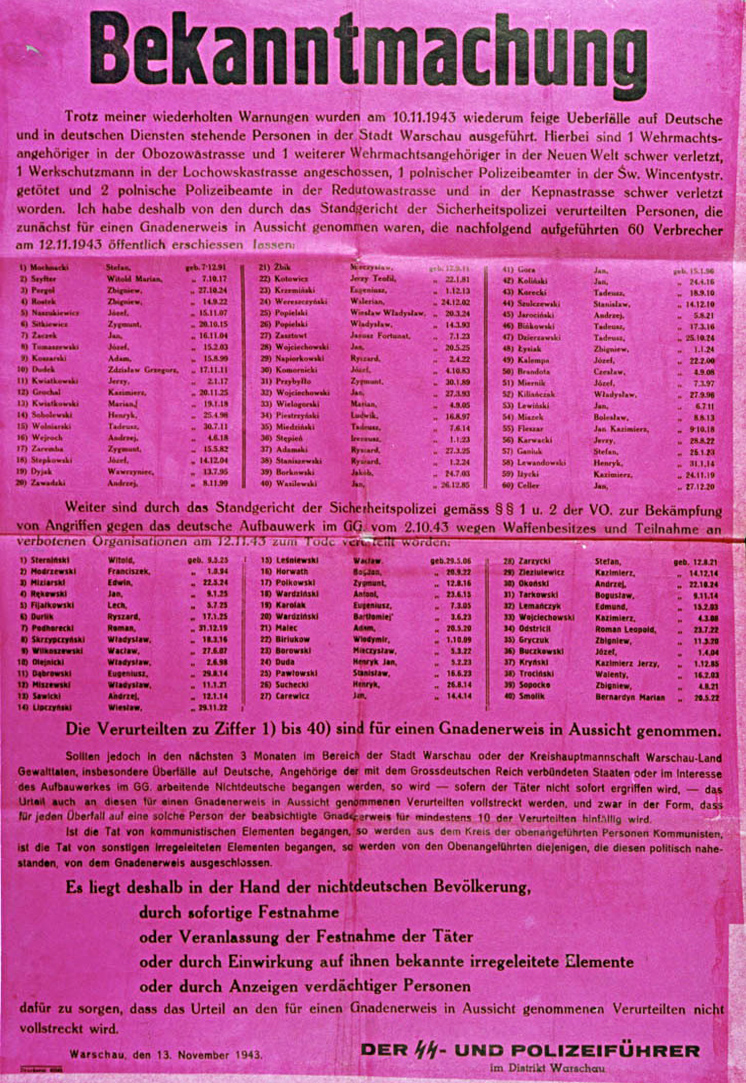
نمایی از اعلامیهٔ «اس اس» و «فرماندهی پلیس ناحیه ورشو» در مورد تیراندازی به ۱۰۰ گروگان در نوامبر ۱۹۴۳.

تلفات لهستان در جنگ جهانی دوم (انگلیسی: World War II casualties of Poland) حدود ۶ میلیون شهروند لهستانی در طول جنگ جهانی دوم جان باختند: حدود یک پنجم جمعیت قبل از جنگ. اکثر آنها قربانیان غیرنظامی جنایات جنگی و جنایات علیه بشریت در دوران اشغال توسط آلمان نازی و اتحاد جماهیر شوروی سوسیالیستی بودند. آمار تلفات جنگ جهانی دوم لهستان متفاوت و متناقض است. این مقاله خلاصه ای از این برآوردها از تلفات انسانی لهستان در جنگ و علل آن را ارائه می‌دهد.